# BY MYSELF (麻倉未稀のアルバム)
『By Myself』（バイ・マイセルフ）は、1986年12月5日に発売された麻倉未稀の10枚目のアルバム。発売元はCRYSTAL BIRD/キングレコード。

## 概要
シングル曲を含まず、全て初出のオリジナル曲で構成されたアルバムとなっている。LPは全10曲。CDは1曲多く、インストルメンタル曲「Best Friends」が追加収録された全11曲、配信は更にアルバム未収録シングル「愛はウィングス」とそのB面曲「CHANGING MY HEART FOR YOU」の2曲が追加された全13曲となっている。
麻倉自身、デビュー曲「ミスティ・トワイライト」のような曲をずっと歌い続けたいという気持ちがあり、本作では前作、前々作に見られたロック色の強い路線をひと休みし、楽曲を年相応の少し大人っぽい方向に戻した作品となっている。
アルバムのライナーノーツには、”ELEGANCE” ”FREEDOM” ”PARTNER” ”HEART” と、それぞれテーマが設けられた麻倉本人の手による四つのエッセイが掲載されている。
2014年8月27日にはMEG-CDが発売され、音楽配信は2023年2月3日に開始された。

## 収録曲

### LP・CT

#### Side A
1. By Myself -歩き始めて-
作詞: 竜真知子 / 作曲: 志尾佳 / 編曲: 戸塚修
2. Living Together
作詞: 竜真知子 / 作曲: 清水信之 / 編曲: 戸塚修
3. イブの日の贈り物
作詞: 竜真知子 / 作曲: 志尾佳 / 編曲: 戸塚修
4. 南へ100マイル
作詞: 竜真知子 / 作曲: 志尾佳 / 編曲: 戸塚修
5. 49%の関係
作詞: 竜真知子 / 作曲: 都志見隆 / 編曲: 佐藤準

#### Side B
1. Simply
作詞: 竜真知子 / 作曲: 麻倉未稀 / 編曲: 冨田二郎
2. ガールフレンドと休日を
作詞: 森浩美 / 作曲: 樫原伸彦 / 編曲: 佐藤準
3. When You Kiss Me
訳詞: 麻倉未稀 / 作曲: Joey Carbone / 編曲: 戸塚修
4. デュエット
作詞: 竜真知子 / 作曲: 志尾佳 / 編曲: 佐藤準
5. 雨に踊れば
作詞: 竜真知子 / 作曲・編曲: 佐藤準

### CD
1. By Myself -歩き始めて-
2. Living Together
3. イブの日の贈り物
4. 南へ100マイル
5. 49%の関係
6. Simply
7. ガールフレンドと休日を
8. When You Kiss Me
9. デュエット
10. Best Friends〈インストルメンタル〉 (CD・配信に収録)
作曲: MICHAEL LINN / 編曲: 佐藤準
11. 雨に踊れば

### 配信
1. By Myself -歩き始めて-
2. Living Together
3. イブの日の贈り物
4. 南へ100マイル
5. 49%の関係
6. Simply
7. ガールフレンドと休日を
8. When You Kiss Me
9. デュエット
10. Best Friends
11. 雨に踊れば
12. 愛はウィングス
作詞・作曲: Harold Faltermeier, Mark Spiro / 訳詞：麻倉未稀・兼松正人 / 編曲: 佐藤準
13. CHANGING MY HEART FOR YOU
作詞: 麻倉未稀 / 作曲: 高瀬政彦 / 編曲: 戸塚修

## 参考資料
- オリコン『ALBUM CHART-BOOK COMPLETE EDITION 1970-2005』オリコン・マーケティング・プロモーション、2006年4月。ISBN 978-4-87131-077-2。
- 麻倉未稀『By Myself』（ライナーノーツ）CRYSTAL BIRD/キングレコード、1986年12月5日。K32X-116。